# 2e compagnie de commandement et de transmissions blindée
La 2e compagnie de commandement et de transmissions blindée (2e CCTB) est une unité militaire de l'Armée de terre française. Elle fait partie de la 2e brigade blindée (2e BB).
La 2e CCTB est l'héritière de la compagnie mixte de transmissions 97/84 de la 2e division blindée ou division Leclerc, dont l'actuelle 2e BB est issue.
Elle est casernée au quartier Leclerc à Illkirch-Graffenstaden, commune voisine de Strasbourg, aux côtés du 291e Jägerbataillon allemand.
Ses missions consistent à mettre en oeuvre les systèmes d'information et de communication (SIC) et à assurer le soutien de quartier général (SQG) du poste de commandement de la brigade.

## Historique
La compagnie mixte de transmissions (CMT) 97/84 est créée le 16 septembre 1943 au sein de la 2e division blindée. Elle quitte le  Maroc pour l'Angleterre le 20 mai 1944 puis débarque sur les plages de Normandie. La compagnie participe à la libération de Paris le 25 août 1944 puis continue sa route vers l'est de la France. Le 23 novembre 1944, Leclerc installe son poste de commandement avec la CMT 97/84 à Wiwersheim, en Alsace, et reçoit le message codé "tissus est dans iode", signifiant que Strasbourg est libérée (par le groupement tactique de Rouvillois).
La compagnie accompagne la 2e DB jusqu'au nid d'aigle d'Adolf Hitler.
La 2e compagnie légère de transmissions (CLT) de la 2e brigade blindée est créée en 1960 à Saint-Germain-en-Laye. Elle est l'héritière de la compagnie mixte de transmissions 97/84. 
En 1979, elle devient la  2e compagnie de transmissions divisionnaire (CTD) à Versailles au sein du 2e régiment de commandement et de soutien de la 2e division blindée.
Lors de la réforme de l'Armée de terre en 1999, elle prend l'appellation de 2e compagnie de commandement et de transmissions (CCT) et emménage à Orléans. Elle est directement rattachée à la 2e brigade blindée.
La 2e CCT est transférée à Illkirch-Graffenstaden en 2010 aux côtés de l'état-major de la 2e brigade blindée.
En 2023, l’état-major de la 2e brigade blindée s’installe dans un bâtiment voisin du Palais du Gouverneur militaire de Strasbourg. La 2e compagnie de commandement et de transmissions blindée reste à Illkirch-Graffenstaden et voit ses capacités renforcées avec l’arrivée de 60 personnes et de matériels.

## Description de l'insigne
Bouclier du premier métal à orle de sable chargé d'un engin semi-chenillé du même accompagné d'un tau de turquin broché de l'insigne de télégraphiste de sable à l'étoile de candide chargée du chiffre " 2 " du même et d'une croix de Lorraine aussi de candide.